# Laneuvelotte
Laneuvelotte – miejscowość i gmina we Francji, w regionie Grand Est, w departamencie Meurthe i Mozela.
Według danych na rok 1990 gminę zamieszkiwały 264 osoby, a gęstość zaludnienia wynosiła 29 osób/km² (wśród 2335 gmin Lotaryngii Laneuvelotte plasuje się na 784. miejscu pod względem liczby ludności, natomiast pod względem powierzchni na miejscu 662.).

## Populacja

Populacja Laneuvelotte w latach 1962–2008